# Episodi di Skins (quinta stagione)
La quinta stagione della serie televisiva Skins è stata trasmessa nel Regno Unito dal 27 gennaio al 17 marzo 2011 su E4.
In Italia è andata in onda dal 10 ottobre al 28 novembre 2012 su MTV Italia. Tutti gli episodi sono visibili sul sito on demand del canale.
| nº | Titolo     | Prima TV UK      | Prima TV Italia  |
| -- | ---------- | ---------------- | ---------------- |
| 1  | Franky     | 27 gennaio 2011  | 10 ottobre 2012  |
| 2  | Metal Rich | 3 febbraio 2011  | 17 ottobre 2012  |
| 3  | Mini       | 10 febbraio 2011 | 24 ottobre 2012  |
| 4  | Liv        | 17 febbraio 2011 | 31 ottobre 2012  |
| 5  | Nick       | 24 febbraio 2011 | 7 novembre 2012  |
| 6  | Alo        | 3 marzo 2011     | 14 novembre 2012 |
| 7  | Grace      | 10 marzo 2011    | 21 novembre 2012 |
| 8  | Everyone   | 17 marzo 2011    | 28 novembre 2012 |

## Franky
- Diretto da: Amanda Boyle
- Scritto da: Sean Buckley

### Trama
L'episodio si apre con Franky Fitzgerald, una timida adolescente androgina che si è recentemente trasferita a Bristol da Oxford insieme ai suoi padri adottivi, Geoff e Jeff. Sulla strada per la scuola si trova coinvolta in un incidente con uno scooter. Ciò è testimoniato da Mini McGuinness, una ragazza attraente ma arrogante, migliore amica di Liv Malone e Grace Violet. Durante la lezione di ginnastica, Franky fa cadere deliberatamente Mini in una macchia di fango. Infuriata, Mini trascina Franky giù con lei, fino a quando la loro lotta viene interrotta. Più tardi, a pranzo, Franky viene avvicinata da due altri esclusi nella scuola, Aloysius "Alo" Creevey e Richard "Rich" Hardbeck che l'hanno vista e con cui sperano di fare amicizia. Mini invita Franky ad andare a fare shopping col suo gruppo ma lei rifiuta freddamente, e si blocca in bagno assentandosi durante la lezione di inglese. In seguito le ragazze trovano Franky in città e lei cambia idea.
Al centro commerciale scoprono che Franky non ha mai usato il trucco prima e la convincono a provare per la prima volta. Più tardi, Mini invita Franky ad una festa e la informa dicendo che avrà bisogno di trovare vestiti migliori. Così Mini compra a Franky un abito, mentre Grace deruba un negozio. Dopo la fuga, Franky torna a casa con Mini e le sue amiche. Più tardi, Mini scopre alcune immagini umilianti di Franky su Facebook, scoprendo che era vittima di bullismo nella sua vecchia scuola. Il padre di Franky, Jeff, le scopre e le rimprovera e Franky, dopo averlo scoperto, è sconvolta e le manda via. Il giorno successivo, Franky scopre che le sue foto sono state collocate sulle pareti della scuola da Nick Levan, giocatore di rugby e fidanzato di Mini.
Franky si dirige verso una zona appartata della città per sparare alla foto con una replica di pistola che possiede e fuma uno spinello. Improvvisamente incontra un misterioso ragazzo di nome Matty e questo, pur non rivelandogli nulla, gli infonde il coraggio necessario a Franky per affrontare Mini. Torna a casa ed è scioccata nello scoprire Grace, l'amica eccentrica Mini, che aveva mostrato un genuino interesse nei suoi confronti fin dal principio e la informa che lei e Liv avevano realmente apprezzato la sua compagnia. Fuori di sé, Franky brucia il vestito di Mini prima di recarsi alla sua festa. Arrivata lì, Mini è inorridita nel vederla e la manda via. Prima di andarsene, tuttavia, Franky implora Grace e Liv ad ammettere che le piaceva passare del tempo con lei. Grace la segue, e chiede ad Alo e Rich di inseguire Franky col furgone. La raggiungono, e Rich l'afferra e la carica nel furgone. Allora i tre la portano in una piscina locale. Lì si divertono, uniti come una banda, e Franky finalmente trova degli amici veri.

## Metal Rich
- Diretto da: Philippa Langdale
- Scritto da: Jamie Brittain

### Trama
L'episodio comincia con Rich Hardbeck, un metallaro che viene buttato fuori con il suo amico Alo per aver messo un brano Heavy metal ad un party. Alo, stufo di Rich che mantiene sempre lontane le ragazze, tenta di convincerlo a trovarne una tutta sua. Rich, tuttavia, è irremovibile sul tipo di ragazza che vorrebbe, che deve essere come lui. Alo promette di aiutarlo a trovare una del suo tipo. Il giorno dopo, Rich incontra Alo in biblioteca e scopre che Alo ha trovato una metallara che lavora in biblioteca, soprannominata "l'angelo della morte". Rich tenta di parlare con lei, ma questa lo guarda freddamente, ignorandolo, e lui è troppo nervoso. Alo, visto che ha bisogno di aiuto per imparare a interagire con le ragazze, chiede aiuto a Franky, il più recente membro della banda. Franky, tuttavia, ammette che non sa nulla delle ragazze, così decidono di chiedere aiuto a Grace. Prima che Grace possa rispondere, vengono interrotti da Mini, che non è colpita nel vedere Grace uscire con i tre, e soprattutto con Franky. Grace, però, incontra in incognito Rich nel parco, e si offre di aiutarlo, proponendo di rappresentare una metallara grazie alle sue abilità di attrice. Rich è riluttante all'inizio, dicendo che lei è tutto ciò che disprezza del mondo, ma alla fine accetta. Le mostra la ragazza che gli piace e poi la porta nel suo negozio di CD preferito nell'intento di farle ascoltare un po' di musica. Quando il padrone del negozio, Bob, le offre un CD in omaggio, Rich si sente offeso e formula una valutazione fortemente sessista, allontanando così Grace. Più tardi, lei lo sfida per la maleducazione nei suoi confronti, invitandolo a vedere il suo balletto. Più tardi, in un pub, incontra Grace che si è travestita da metallara e, facendola arrabbiare, inizia a farle citare le parole di una canzone metal.
A casa, la mattina seguente, a Rich viene dato del denaro da suo padre, Kevin, per comprare un regalo di compleanno per sua madre. Poi chiede all'"angelo della morte" di uscire, ma lei rifiuta e dimostra di essere poco profonda quanto le ragazze che Rich disprezza. Grace, che sente di provare qualcosa per Rich, gli chiede di uscire, ma lui la rifiuta, spingendola a fuggire. Inoltre litiga con Alo perché viene accusato di aver rifiutato la ragazza più bella che avesse mai chiesto di uscire con lui. Ma Rich, testardo come sempre, si rifiuta di giungere a compromessi. Si dirige poi al negozio di musica di Bob e compra un vinile a 500 £. Rich ascolta il disco, che lo rende sordo. Sconvolto, egli strappa il biglietto per il concerto dei Napalm Death e decide di andare a vedere il balletto di Grace. La performance fa commuovere Rich, e Grace lo vede tra la folla. Sollevata, gli chiede di andare al concerto dei Napalm Death insieme, presentandogli due biglietti che aveva comprato. I due vanno insieme a godersi il concerto, e la sordità di Rich scompare.
Rich incontra poi Grace al di fuori della scuola con dei fiori (che si rivelano essere per sua madre). Grace è costretta a lasciarlo lì senza che lui possa chiederle di uscire, perché non vuole che Mini la veda con Rich. Ma, in lontananza, lo saluta col gesto rock delle corna.

## Mini
- Diretto da: Philippa Langdale
- Scritto da: Georgia Lester

### Trama
Mini stava organizzando una sfilata di beneficenza con il comitato scolastico della sua scuola, ma è offesa nello scoprire che la sua amica, Grace, ha reclutato Franky per aiutarla con i disegni dei vestiti. Lasciando da parte il proprio orgoglio decide di farsi dare una mano dal suo fidanzato, Nick Levan. Nick, tuttavia, spera di consumare la loro relazione durata un mese. All'insaputa di Nick, Mini è ancora vergine, ma è troppo preoccupata per ammetterlo e ha paura di perderlo. Cerca di rinviare il sesso per molti giorni, finché lei e la sua migliore amica, Liv, vanno ad un doppio appuntamento con Nick e il suo amico Rider al bowling. Per rinviare ancora il sesso con Nick, Mini nasconde le chiavi di Nick nella sua borsetta, ma Rider suggerisce di tornare a casa sua. Qui Rider e Liv iniziano a copulare, e Nick spinge Mini a fare lo stesso. Tuttavia a causa di alcune medicine che aveva volontariamente preso in precedenza, finisce col vomitargli addosso, forzando lui e Liv a portarla a casa e a rimanerci per la notte. Nick confida a Liv di non sapere ancora molto di Mini, ed è frustrato per questo.
Il giorno seguente Mini si alza e vede Liv e Nick dormire l'uno vicino all'altra e fraintende la situazione. Durante il giorno, scopre che gli studenti sanno dell'episodio del vomito e crede che Liv abbia raccontato in giro la storia. Allora tenta di chiamare Liv per la sfilata e appena trova il telefono di Nick nello spogliatoio, scopre una chiamata che Liv ha fatto a lui e poi vede lei e Nick fuori che ballano insieme.
Temendo il peggio, litiga con Liv dicendo che i vestiti non vanno bene, che non sono abbastanza e che i numeri non sono ancora stati organizzati. Schiacciata dalla pressione, sviene ed è informata che non potrà partecipare allo show e se ne va a casa. Mini, capendo che non può posticipare ancora il sesso con Nick altrimenti rischierebbe di perderlo, si veste e ritorna, scoprendo che i disegni di Franky e Grace sono stati usati e hanno riscosso successo.
Più tardi, in un rave, Mini parla con Liv riguardo alla sua apparente attrazione per Nick prima di uscire fuori a piangere. Mentre Mini è fuori, Grace e Rich iniziano a parlare mentre ballano e Grace rivela a Rich che può considerarlo più di un semplice amico, lui è d'accordo e la bacia. Poi Nick persuade Liv a copulare con lui. Franky, avendo pietà, si avvicina a Mini e parla con lei mentre rientrano. Una volta rientrati, Mini vede Nick e Liv che si rivestono e capisce che hanno fatto sesso. Franky vede Matty, il ragazzo che l'aveva consolata giorni prima. Mini allora attira Nick ad andare a casa con lei, e finalmente perde la sua verginità. Il giorno seguente non trova Nick nel suo letto, ma un biglietto che dice che è andato via per gli allenamenti. Allora, sconsolata, torna a casa e ricorda le parole di sua madre che le diceva che quando l'uomo ottiene ciò che vuole, cioè il sesso, sparisce nel nulla.

## Liv
- Diretto da: Amanda Boyle
- Scritto da: Ed Hime

### Trama
L'episodio si apre con Liv che ha fatto sesso con Nick, il ragazzo di Mini, anche se lei aveva già promesso che non sarebbe successo di nuovo. Al ritorno a casa, scopre che sua madre starà fuori casa per un paio di giorni per partecipare a un ritiro Eternal Circle, a seguito di uno dei suoi molti hobby bizzarri, e affida la casa e la sua figlia minore, Maude, a Liv.
Più tardi, Liv riceve una visita da Franky, Alo, Rich e Grace, che sono seguiti da Mini e Nick. Mini si scusa per il suo recente comportamento e chiede una tregua tra i due gruppi, prima di tirare fuori un sacchetto di erba. Alo immediatamente lo afferra e dice che nessuno può uscire di casa fino a quando non finisce l'erba. Preoccupata per l'effetto che l'erba potrebbe provocare alla sua sorellina, e che Mini sa sulla sua relazione con Nick, Liv esce di casa con la scusa di andare a comprare sherry, portando Maude con lei. Lascia Maude in un cinema, e va a visitare Bella, la sua sorella maggiore, in carcere. Lì, confida alla sorella della sua situazione con Mini e Nick, ma Bella è inutile, spingendo Liv a scappare, frustrata. Seduta a una fermata dell'autobus, in seguito, Liv incontra Matty, lo stesso ragazzo che Franky aveva conosciuto qualche giorno prima dopo il suo crollo scuola, e riescono a ottenere una grande quantità di droga da un tossicodipendente in fuga dalla polizia.Liv chiede a Matty se vuole condividere la droga con lei. Lui accetta, e prendono la droga, prima di andare e taccheggiano un negozio. Mentre passeggiano, con la droga che ormai ha fatto effetto, trovano un negozio di costumi. Lì, un negoziante consiglia a Liv un vestito da provare, ma poi tenta di stuprarla all'interno dello spogliatoio, che era dotato di una telecamera. Matty arriva nel momento giusto, colpendo il negoziante con un estintore. Prendono una registrazione dell'incidente ripresa dalle telecamere di sicurezza, come pure dei soldi dalla cassa e alcuni costumi. Successivamente, ritornano ad assicurarsi che l'uomo non è morto, ma scoprono che ci sono poliziotti fuori dal negozio, e, scappando, si infilano in una discoteca nelle vicinanze. Lì, dopo essersi baciati, copulano sul tetto.
Il giorno dopo, si dirigono a casa di Liv, per scoprire che la festa è ancora in corso. Matty e Liv vanno al piano di sopra per copulare, e scoprono che Mini e Nick copulano nel letto di Liv. Nick, esce dalle coperte, e riconosce Matty subito, e rivela di essere suo fratello. Avverte subito Liv che Matty è uno "psicopatico" e rivela inavvertitamente la loro relazione, e Mini non può più far finta che non è successo. Liv immediatamente ordina a tutti di andarsene, dicendo a Matty che lei non lo conosce e non si fida di lui. Riordina la casa, per il ritorno di sua madre il giorno dopo e crolla sul divano, solo per scoprire che Franky è ancora lì, e le ordina di andarsene. Prima di andarsene, Franky chiede a Liv sul suo litigio con Mini, e le dice di aver visto un video di Liv e Mini quando erano bambine. Questo, insieme alla scoperta che l'uomo che ha cercato di violentarla è ancora vivo, ed è stato arrestato, fa piangere Liv. All'arrivo di Maude, che è arrabbiata con lei perché l'ha abbandonata alla maratona di fantascienza, Liv smette di piangere e le chiede scusa, ma la sorellina non la perdona. Disperata, Liv va alla fermata del bus, alla ricerca di Matty, che è in partenza. È arrabbiato con lei, ma quando si alza per andarsene, Liv beve una bottiglia intera di vodka. Inorridito, Matty porta Liv a casa di Nick per curarla. Il giorno successivo, Nick li scopre. Liv incontra Mini, e tenta di scusarsi per ciò che è successo con Nick. Mini freddamente le dice che se vuole essere perdonata, deve fare come ha fatto con Matty, deve bere una bottiglia di vodka. Pur essendo in evidente sofferenza, Liv lo fa, ma dopo aver finito la bottiglia di vodka, Mini la insulta e se ne va, lasciando Liv a soffrire. Lei va in prigione per vedere Bella di nuovo, e comunica freddamente che non andrà più a trovarla. Torna a casa, e trova sua madre che le dice che il ritiro a cui ha partecipato è stato una perdita del suo tempo, ed è arrabbiata con Maude per la ciotola che ha rotto quando era arrabbiata con Liv, ma Liv si prende la colpa.
L'episodio si conclude con Liv e Maude al cinema che vedono un film insieme.

## Nick
- Diretto da: Jack Clough
- Scritto da: Geoff Bussetil

### Trama
L'episodio si apre con Nick e la sua squadra di rugby che stanno giocando. A casa, il padre prepotente di Nick, Leon, fa firmare un contratto a Matty, per garantire il fatto che lui resti in casa e non scappi più, prima di andare a giocare a golf col suo amico, Warren. Anche se Nick è ottimista sul fatto che la vita possa tornare alla normalità, le tensioni presto sorgono in merito alla relazione di Matty con Liv, perché ne è ancora segretamente innamorata. Quando Liv arriva ad avere rapporti sessuali con Matty, Nick diventa geloso e va subito a casa Mini, dove fanno goffamente sesso.
Il giorno dopo, Nick e Leon accompagnano Matty ad un incontro con David Blood, il preside del Roundview College, e riescono a farlo riammettere. Il padre ordina a Nick di tenere d'occhio il suo fratello maggiore. Nick introduce quindi Matty nella sua banda, e Matty riconosce immediatamente Franky dal loro precedente incontro. Lui non perde tempo a stabilirsi nella banda, e un po' geloso Nick va a cambiarsi per la pratica. Nello spogliatoio, Ryder insulta inconsapevolmente Matty e Liv, spingendo Nick ad arrabbiarsi. Sfoga la sua rabbia sul campo, e affronta violentemente Ryder, anche se lui non ha avuto la palla. Gli viene dato un anti-stress dal Coach Pooter, il suo saggio allenatore di rugby sudafricano, che con la sua abilità massaggiatrice, lo paragona a "un libro deprimente di un uomo ansioso giovane che si preoccupa di una ragazza", suggerendo che Nick è geloso della relazione tra suo fratello con Liv, e dice che anche lui ebbe un conflitto il suo fratello a Johannesburg. Successivamente Nick va a una festa con la banda. Lì, si cerca di pensare ad un buon partner per Alo, e Nick suggerisce Franky, spingendola a rivolgergli uno sguardo arrabbiato. Liv e Matty escono dal bar, e Nick li segue, e cerca di parlare con Liv, ma lei rifiuta freddamente per parlare del loro rapporto personale. Nick si ubriaca. Si sente abbandonato, Mini chiama Ryder, Matty torna a trovarlo e balla con lei. Nella sua furia, Nick colpisce Ryder con dei pugni in faccia, rompendogli il naso, e sia Liv che Mini si arrabbiano lo affrontano, e lui se ne va. Al campo di rugby nelle vicinanze, Matty trova Nick che sta cercando di allenarsi. Tuttavia, Nick si sente frustrato e assale Matty, sostenendo che egli ottiene tutto ciò che vuole, e che ha rovinato la sua vita.
Nick torna a casa e scopre che suo padre è andato a fare una dichiarazione alla polizia, perché il suo amico, Warren, si è suicidato. Si rifiuta di ascoltare i problemi di Nick, e frustrato Nick, sfoga la sua rabbia prendendo una delle mazze da golf di suo padre e distruggendo la cucina. Matty arriva e lo scopre, e gli ordina di andarsene. Il giorno dopo, Nick cerca di parlare con Liv, ma nei suoi sforzi, cade in un bidone e si ferisce. Liv rifiuta freddamente di parlare con lui. Girovagando, incontra una donna di nome Pamela, e si presenta come "Matty". Standogli simpatico, gli dà alcuni farmaci e quindi lo attira a sesso con lei. Successivamente si siede su un'altalena vicino alla casa di Franky, quando Franky lo raggiunge. Nick le racconta tutto tristemente, e lei lo ascolta con simpatia dicendo "non sei completamente uno stronzo". Nick va nello spogliatoio e chiede al Coach di smettere di giocare. Egli poi torna a casa, e scopre che Matty ha cercato di prendere la colpa per le azioni di Nick. Nick immediatamente gli ordina di rimanere, e si alza in piedi davanti a suo padre e gli parla.
La puntata termina con Nick e Matty che bruciano tutti i loro libri motivazionali, i manifesti e il contratto di Matty bevendo una birra insieme. Il padre li guarda dalla sua stanza.

## Alo
- Diretto da: Jack Clough
- Scritto da: Daniel Lovett

### Trama
L'episodio parla di Alo, un ragazzo non proprio attraente, che vuole assolutamente copulare con le donne, ma non riesce a trovarne una che sia consenziente.
È il giorno del suo compleanno lui si sveglia, accende il computer, guarda quello che sembra un video che conosce molto bene, e scende per salutare la mamma che è molto arrabbiata con lui perché non aiuta mai il padre con i lavori della fattoria. I genitori vogliono che Alo passi la giornata ad arare i campi, ma lui ribatte dicendo che aveva già impegni con Rich. Il padre per convincerlo gli regala un vecchio trattore; così Alo prende e va a divertirsi con il suo nuovo trattore; nel mentre telefona Rich e dice ad Alo che ha trovata una ragazza adatta a lui. Così lui corre alla festa dove si trovano i suoi amici. Quella sera si devastano, e la mattina dopo Alo si sveglia con i suoi genitori alquanto arrabbiati vicino al suo letto che gli dicono che lo andranno a ritirare dalla scuola così che possa aiutare nei lavori della fattoria. Quando i genitori vanno a scuola, Alo va con loro e li aspetta nella sala d'attesa, dove incontra i suoi amici che lo convincono ad evadere da lì e andare al pub. Ma i genitori, grazie al cane di Alo, lo trovano e lo portano a casa. Il ragazzo, quindi, si dà ai lavori della fattoria. Mentre sta pulendo la stalla di una mucca, fuma una sigaretta, sente arrivare sua madre e la butta per terra vicino a delle bombole di gas; quando lui uscirà dalla stalla per sciacquarsi la faccia, la stalla esploderà. La madre infuriata gli ritira tutto dalla stanza: computer, televisione, cellulare, poster, il camioncino e il cane. Quando i suoi genitori vanno in città per mettere all'asta tutta la roba di Alo, lui decide di vendicarsi dando una festa. Quando torneranno i genitori vedranno tutto la fattoria incasinata, e Alo insulta il padre facendogli prendere un infarto. L'episodio si conclude con Alo e il padre nella fattoria che si sono riappacificati.

## Grace
- Diretto da: Dominic Leclerc
- Scritto da: Jamie Brittain

### Trama
L'episodio inizia con Rich e Grace che si svegliano nel letto di Grace dopo una notte di divertimenti. Rich, però, deve andarsene prima che il padre di Grace lo veda; è costretto a uscire dalla porta della cucina dove ci sono i genitori di Grace. Rich scopre che il padre della sua fidanzata è il preside della scuola, ma Grace non poteva raccontarlo a nessuno. Lei cerca di distrarre i genitori mentre lui esce di soppiatto, ma viene comunque scoperto perché nel giardino viene attaccato dal cane. Il professor Blood, padre di Grace, sostiene che questa scuola le faccia male, e vuole rimandarla nell'istituto femminile dov'era prima; Grace si arrabbia dicendo che ha "A" in tutte le materie, allora il padre le dà un ultimatum: se prende "A" nel compito di fare la regista alla recita ispirata a Shakespeare potrà restare in questa scuola. Grace quindi si impegna nel far andare tutto liscio nella recita, ma Liv e Matty, i protagonisti, se ne vanno; Mini non è adatta a far la parte di Liv quindi Grace andrà a convincere Liv e Matty a tornare. Liv dice che le altre sono ancora arrabbiate con lei per quello che ha fatto, e Grace le propone una serata tra donne a casa sua. Poi invita anche Rich a cena con i suoi per farglielo conoscere meglio. Il padre accetta, pur che tutti tengano il segreto. Il preside chiama Rich nel suo studio, e gli mostra tutti i suoi risultati scolastici e anche tutta la lista di lavori che suo padre ha fatto; cerca di ricattare Rich dicendogli che potrà chiudere un occhio se nella recita di Grace reciterà male, così che Grace possa andare nell'istituto femminile. La sera, alla cena i due si guardano male per tutta la serata. Alla fine della cena Rich va via perché sono arrivate le ragazze. Vanno in camera di Grace e iniziano a prendere stupefacenti, e iniziano a ballare. Quando il padre di Grace si sveglia, lei va via con le altre dicendo che le accompagna a casa; invece vanno in locale a bere e a ballare. Nel locale incontra Rich ubriaco che le dice che quando è con i suoi genitori lei è totalmente diversa e che vuole chiudere la storia. Il giorno dopo alla fine delle prove, i due rimangono a parlare, ma non concludono nulla. La sera della recita va tutto liscio, e tutti recitano bene, compreso Rich. Grace riesce a prendere un "A", ma il padre la manderà comunque nell'istituto femminile. Grace vuole andarsene, Rich cerca di fermarla ma lei arrabbiata le dice che è tutto finito. La sera la mamma di Grace va in camera sua, ma lei non le vuole parlare, però le dice che è tutta colpa sua se è finita così perché le ha fatto credere nelle favole. Grace piange sul letto, e ad un certo punto sente qualcuno che cita i versi di "Romeo e Giulietta": è Rich. Si arrampica fino alla sua camera, e anche se lei continua a dire che è finita (sorridendo), lui le chiede di sposarlo.

## Everyone
- Diretto da: Dominc Leclerc
- Scritto da: Sean Buckley

### Trama
Mini comincia a diventare iperprotettiva nei confronti di Franky, tanto da andare a casa di Matty per dirgli di stare lontano da lei. Rich si prepara per il suo imminente matrimonio, e decide di andare dal parrucchiere per un nuovo taglio di capelli. Nel frattempo, Franky dà a Grace un abito da sposa fatto da lei e una torta nuziale preparata da uno dei suoi due padri adottivi, mentre Mini e Liv si occupano di truccarla e pettinarla. Il gruppo inizia un lungo viaggio per raggiungere la chiesa a Chepston dove doveva aver luogo il matrimonio, ma in seguito ad uno scontro, il furgone di Alo si rompe. Dopo lo scontro, Matty da a Franky un biglietto, nel quale c'è scritto che i suoi sentimenti per lei sono qualcosa che non può evitare. Rich e Grace riescono ad ottenere un passaggio da una coppia hippie, lasciando gli altri a piedi, che promettono di raggiungerli al più presto. Il professor Blood si rende conto che sua figlia è fuggita, grazie ad un dispositivo di tracciamento che le aveva messo addosso, ed è intento a raggiungerla e farla tornare a casa. Franky scopre che Mini è andata a casa di Matty, e la lascia con Alo e Nick, proseguendo il suo cammino con Matty e Liv. Franky, Liv e Matty raggiungono un villaggio, dove rubano del vino da una parrocchia. Nel frattempo, il piede di Nick si incastra in una trappola per conigli e Mini decide di proseguire il cammino da sola. Franky, drogata, corre più avanti rispetto a Liv e Matty, che dopo una discussione si dividono. Matty cerca di raggiungere Franky, mentre Liv e Mini riescono a ritrovarsi. Matty riesce a raggiungere Franky e stanno quasi per copulare, ma Franky ha un attacco di panico e corre, fino a cadere quasi giù da una rupe. Mini, Liv e Matty riescono a metterla in salvo. Alla fine tutti arrivano alla chiesa, compreso il professor Blood e sua moglie Sonia, che sembra favorevole alle nozze della figlia. Grace e Rich decidono comunque di non sposarsi e di rimanere una coppia normale. La gang continua i festeggiamenti in un locale dove c'era un concerto. Matty e Liv decidono di rompere, pur rimanendo amici, e Franky e Matty dopo aver condiviso alcuni sms, si abbracciano.